# Bunny ensorcelé
Pour plus de détails, voir Fiche technique et Distribution.
Bunny ensorcelé (Bewitched Bunny) est un court métrage d'animation de la série américaine Looney Tunes, réalisé par Chuck Jones et sorti le 24 juin 1954, qui met en scène Bugs Bunny et Hazel la sorcière.